# Santa Rosa (Ecuador)
Santa Rosa es una ciudad ecuatoriana; cabecera cantonal del cantón Santa Rosa, así como la tercera urbe más grande y poblada de la provincia de El Oro. Se localiza al sur de la región litoral del Ecuador, en una extensa llanura, en la orilla derecha del río Santa Rosa, a una altitud de 10 m s. n. m. y con un clima lluvioso tropical de 22 °C en promedio.
Es llamada «la Benemérita» por sus antecedentes históricos en la defensa de la nación de los conflictos con Perú. En el censo de 2022, tenía una población de 56.842 habitantes, lo que la convierte en la vigésima cuarta ciudad más poblada del país. Forma parte del área metropolitana de Machala, pues su actividad económica, social y comercial está fuertemente ligada a Machala, siendo ciudad dormitorio para miles de trabajadores que se trasladan a aquella urbe por vía terrestre diariamente. El conglomerado alberga a 576.772 habitantes y ocupa la séptima posición entre las conurbaciones del Ecuador.
Sus orígenes datan del siglo XVII; pero es a mediados del siglo XX, debido a la producción de banano y camarón, cuando presenta un acelerado crecimiento demográfico hasta convertirse en uno de los principales núcleos urbanos de la provincia. Es uno de los más importantes centros administrativos, económicos, financieros y comerciales de El Oro. Las actividades principales de la ciudad son la industria camaronera, el cultivo de banano y el comercio.

## Historia

### Época prehispánica
El territorio de la actual ciudad de Santa Rosa fue habitado por un pequeño estado indígena conocido como Poceos, formado en su mayoría por Punáes disidentes y algunos Tumbesinos, indios que anteriormente habían sido dominados por los Incas. En ciertas circunstancias, es posible que hayan habido alianzas esporádicas entre Poceos y otros indios de la costa, como los Máchalas.
Se han encontrado restos de sus asentamientos en los sectores Conchales y en La Merenciana, donde actualmente se ubica el camal municipal. Tenían por sagrada la Isla Santa Clara, también conocida como Isla del Muerto o del Amortajado, que pertenece al cantón Santa Rosa desde el 15 de octubre de 1859. Allá existía un afamado adoratorio, al cual los Poceos concurrían en peregrinación en diversas épocas del año. Su costumbre era enterrar a sus muertos en montículos o tolas.

### Época colonial
En cuanto a la fundación, realmente no se puede hablar con propiedad, ya que los colonizadores españoles no cumplieron con los requisitos que al respecto se realizaban en esa época. Por ende, no se cuenta con un Acta de Fundación de un primer poblado de Santa Rosa, pero sí se sabe que inicialmente hubo un asentamiento llamado Puerto de Jambelí.
Quizá sea más adecuado hablar de varios asentamientos del Puerto de Jambelí, que se formalizarían años más tarde de la llegada de los españoles, cuando consideraron que por este lugar era más rápido llegar hasta Zaruma y a todo el Corregimiento de Loja.
El Puerto de Jambelí era un desembarcadero utilizado mucho antes de 1560, fecha en que Zaruma ya era un asentamiento de minas y que la antigua ruta Tumbes-Zarumilla-Zaruma fuera utilizada para sacar el oro. Se desarrolló primero como un desembarcadero, luego como tambo, asentamiento, doctrinero y finalmente como poblado de indios, mestizos y negros vinculados a la actividad de cabotaje, carga y descarga de mercadería que formaba parte del registro económico, social y clerical del Corregimiento de Loja.
Gravitó mucho en la economía y comercio de las Colonias australes de Quito. En 1592, don Pedro González hace una descripción del comercio de oro desde Zaruma, en donde consta que el oro ya no salía por Tumbes hacia Panamá. En su lugar se utilizaba el Puerto de Jambelí como una ruta más corta y fácil para embarcar. Se ubicaba en las orillas de los ríos que hoy bordean la actual ciudad de Santa Rosa, donde fondeaban galeones, naos y carabelas. Desde este puerto también se embarcaba un producto originario de Jambelí, la sal de Payana, que iba hacia Zaruma y Loja; así como también hacia Santa María la Antigua de Panamá y las Colonias de Centro América y México.
Los colonizadores también denominaron como Jambelí, a efectos administrativos y denominación toponímica, toda la zona de lo que hoy es la parte baja de la provincia de El Oro. 
Ahora bien, según algunos historiadores, Santa Rosa fue fundada por primera vez en el año 1600, en El Conchal (actual Conchales) y, por segunda vez en 1617, año en que murió la beata limeña Isabel Flores de Oliva, canonizada posteriormente como Santa Rosa de Lima. Se estima que al Puerto de Jambelí comenzó a llamárselo Santa Rosa luego de 1671, después de su canonización, ubicándose en el mismo lugar en que se encuentra hoy, a la margen izquierda del río Santa Rosa, conocido también como «Carne Amarga».
En la Monografía de Zaruma publicada en 1849, se indica cómo los Paccheños tomaron posesión de Caliguro Grande y Caliguro Chico, nombres primitivos; o Caluguro y Birón; nombres actuales. A los Paccheños se les atribuyen las dos fundaciones del pueblo, así como la apertura del primer camino desde las montañas de Paccha a las tierras bajas de Birón, del cual hay restos de empedrados y huellas de haber tenido habitantes a su vera. Se dice que su trayecto era corto y cómodo. Por él viajaron zarumeños, españoles y mestizos a establos fundados en la costa por los aborígenes Paccheños.

### Guerra del 41
Llamada por los peruanos Campaña Militar del Norte y del Nororiente de 1941 y llamado por los ecuatorianos Guerra del 41, fue un conflicto armado, y no guerra, porque no hubo declaración oficial de guerra entre los países beligerantes Perú y Ecuador. Comenzó el 5 de julio de 1941 y terminó el 12 de febrero de 1942 con la desocupación, hecha por el Ejército y la Guardia Civil del Perú, de la provincia ecuatoriana de "El Oro". 
El 5 de julio de 1941 -aprovechando que el mundo afrontaba la Segunda Guerra Mundial-, sin previo aviso, sin declaración de guerra y a traición, el ejército peruano abrió fuego sobre las débiles guarniciones ecuatorianas al sur de la frontera. Inicialmente, los ataques se llevaron a cabo en la provincia de El Oro, y luego a lo largo de toda la frontera, desde El Oro hasta Loja y el oriente.
Ese mismo día, en Santa Rosa, el colegio Zoila Ugarte de Landívar organiza una manifestación patriótica y los alumnos salen a las calles portando el Pabellón Nacional. Avanzaron hasta la estación del ferrocarril, en donde se reunieron cientos de personas, levantando los sentimientos patrios de los ecuatorianos. el 6 de julio, gracias a la mediación internacional, Ecuador aceptó una tregua y un "alto el fuego", situación que no fue respetada por los peruanos y que por el contrario fue aprovechada por ellos para ocupar tres cantones de la provincia de El Oro y tomarse todo el parque de guerra que existía en dicha provincia.
El 17 de julio desembarcan en Puerto Bolívar sesenta soldados negros esmeraldeños, provistos de su arma favorita, el machete. En el ferrocarril son llevados hasta Arenillas, desde donde se los destinó a Quebrada Seca a órdenes del Mayor José Félix Vega Dávila, Jefe del Batallón Montecristi. Estos hombres de ébano sembraron pánico entre las tropas peruanas. El historiador peruano Luis Humberto Delgado, dice; "Una fracción apreciable de macheteros esmeraldeños ejecuta un contraataque inmediato, logrando decapitar al sargento Mujica. Turba enloquecida que a manera de una tromba avanzaba". 
La diferencia de tropas y de armas era inmensa entre Ecuador y Perú, en este sentido Perú era Goliat y Ecuador, David. Los soldados y ecuatorianos civiles pedían que se haga presente la aviación ecuatoriana, lo que nunca se pudo ver. En 1936, Ecuador adquirió seis aviones Curtís Sparrow R-19 y en 1937 compró nueve aviones Alfa Romeo RO-37. De esas quince naves de combate, ninguna voló en el territorio santarroseño que era atacado por los peruanos. 
El 22 de julio la aviación militar del Perú bombardeó las localidades ecuatorianas de Chacras y áreas aledañas así como Huaquillas. Posteriormente Arenillas, Santa Rosa y Pasaje también serían bombardeadas así como Machala y Puerto Bolívar. Durante su ataque la aviación militar peruana bombardeo, según se afirma en Ecuador, las vías férreas y las estaciones del ferrocarril de la costa, por donde se exportaba el banano (que era el principal producto de exportación del Ecuador antes de la explotación del petróleo), la recientemente inaugurada carretera Panamericana, varios puentes de la misma en la costa, centrales eléctricas, comisariatos de la Aduana, comisarías de los Carabineros, y, sobre todo, las bases militares ubicadas entre Huaquillas y Loja y las instalaciones navales de la Armada del Ecuador en Puerto Bolívar. El 31 de julio, las tropas peruanas se tomaron la ciudad de Santa Rosa.
Al día siguiente, primero de agosto, se produjo un gran incendio. La conflagración redujo a cenizas 120 casas del centro urbano. El fuego apareció en el taller de sastrería del maestro Alberto Granda Torres, en la planta baja de la casa de propiedad de don José Anselmo García Cajamarca, ubicada en la calle Municipalidad (hoy José María Ollague) entre Sucre y Olmedo. En Santa Rosa, los peruanos establecieron un comando que estuvo dirigido por el Tcrnl. Carlos Miñano M., con las siguientes fuerzas a sus órdenes: Tropas de Caballería; Unidad de Artillería; Tropas de Ingenieros y elementos de Fuerza Aérea, un total de 2500 hombres. También contaban con la presencia de cuatro tanquetas de guerra, tipo LPT de fabricación checoslovaca que adquirió el Perú en 1938. Actualmente, gran parte de la población de Santa Rosa la forman personas que migraron desde la provincia de Loja también por la guerra.

"Cuando empezó la guerra, yo era niño, así que fechas no sabría decirle yo vivía junto a mis padres en el sitio Pereira teníamos tierras igual que todos los vecinos y un día los vecinos se reunieron en la tienda del pueblo y allí escuchamos que Ecuador estaba en guerra con el Perú y que los civiles teníamos que abandonar nuestras tierras que al siguiente día habría camiones en Santa Rosa esperando para evacuar a todos, las mujeres lloraban pero cuando llegamos a Santa Rosa muchos hombres mayores incluso mi padre no querían abandonar la ciudad decidieron enviar a sus familias a Guayaquil y dirigirse al cuartel militar y pedir armas para defender el pueblo, pero estos les habían dicho que no tenían armas suficientes y que los civiles debían abandonar la provincia para no entorpecer las operaciones militares.

Algunas familias se quedaron, en lugar de ir a Guayaquil o Cuenca, nos escondimos en el campo, aún recuerdo esos días nos refugiamos mi papá, mi mamá, mis dos hermanas y yo debajo de la raíz de un árbol gigante de matapalo, los cuales abundaban en ese tiempo, allí mi mamá cocinaba solo en la noche mientras mi papá salía a buscar algo para comer."

El ciudadano italiano Nancy Leonny Castelli, le dio a Santa Rosa el apelativo de "Lídice de América", debido al incendio que arrasó su centro urbano durante el bombardeo y ocupación peruana en 1941, quedando un nivel de destrucción similar al que sufrió la ciudad checoeslovaca de Lídice ante el ejército alemán en 1942. Después de la guerra, la ciudad fue reconstruida.
El 14 de octubre de 1959, el entonces Presidente Constitucional de la República de Ecuador, Dr. Camilo Ponce Enríquez, expidió el Decreto Ejecutivo N.º 1684, por el cual declara a la ciudad de Santa Rosa, en la provincia de El Oro, como "Ciudad Benemérita" y le confiere al estandarte cantonal de la misma ciudad, en el grado de Caballero.
En octubre de 1997 Santa Rosa sufrió un fuerte aluvión que ocasionó grandes daños. Se inundaron los barrios cercanos al río Santa Rosa (o Carne Amarga) hasta el centro de la ciudad. El nivel del río sube al final de cada año debido a la corriente cálida de El Niño del Océano Pacífico oriental ecuatorial. Hoy es el tercer núcleo de población de la provincia.

## Política
Territorialmente, la ciudad de Santa Rosa está organizada en 5 parroquias urbanas, mientras que existen 7 parroquias rurales con las que complementa el aérea total del Cantón Santa Rosa. El término "parroquia" es usado en el Ecuador para referirse a territorios dentro de la división administrativa municipal.
La ciudad y el cantón Santa Rosa, al igual que las demás localidades ecuatorianas, se rige por una municipalidad según lo previsto en la Constitución de la República. El Gobierno Autónomo Descentralizado Municipal de Santa Rosa, es una entidad de gobierno seccional que administra el cantón de forma autónoma al gobierno central. La municipalidad está organizada por la separación de poderes de carácter ejecutivo representado por el alcalde, y otro de carácter legislativo conformado por los miembros del concejo cantonal.
La Municipalidad de Santa Rosa, se rige principalmente sobre la base de lo estipulado en los artículos 253 y 264 de la Constitución Política de la República y en la Ley de Régimen Municipal en sus artículos 1 y 16, que establece la autonomía funcional, económica y administrativa de la Entidad.

### Alcaldía
El poder ejecutivo de la ciudad es desempeñado por un ciudadano con título de alcalde del Cantón Santa Rosa, el cual es elegido por sufragio directo en una sola vuelta electoral sin fórmulas o binomios en las elecciones municipales. El vicealcalde no es elegido de la misma manera, ya que una vez instalado el Concejo Cantonal se elegirá entre los ediles un encargado para aquel cargo. El alcalde y el vicealcalde duran cuatro años en sus funciones, y en el caso del alcalde, tiene la opción de reelección inmediata o sucesiva. El alcalde es el máximo representante de la municipalidad y tiene voto dirimente en el concejo cantonal, mientras que el vicealcalde realiza las funciones del alcalde de modo suplente mientras no pueda ejercer sus funciones el alcalde titular.
El alcalde cuenta con su propio gabinete de administración municipal mediante múltiples direcciones de nivel de asesoría, de apoyo y operativo. Los encargados de aquellas direcciones municipales son designados por el propio alcalde. Actualmente el alcalde de Santa Rosa es Larry Vite Cevallos, reelegido para el periodo 2023 - 2027.

### Concejo cantonal
El poder legislativo de la ciudad es ejercido por el Concejo Cantonal de Santa Rosa el cual es un pequeño parlamento unicameral que se constituye al igual que en los demás cantones mediante la disposición del artículo 253 de la Constitución Política Nacional. De acuerdo a lo establecido en la ley, la cantidad de miembros del concejo representa proporcionalmente a la población del cantón.
Santa Rosa posee 7 concejales, los cuales son elegidos mediante sufragio (Sistema D'Hondt) y duran en sus funciones cuatro años pudiendo ser reelegidos indefinidamente. De los siete ediles, 5 representan a la población urbana mientras que 2 representan a las 7 parroquias rurales. El alcalde y el vicealcalde presiden el concejo en sus sesiones. Al recién instalarse el concejo cantonal por primera vez los miembros eligen de entre ellos un designado para el cargo de vicealcalde de la ciudad.

### División Política
Como cabecera cantonal, la ciudad de Santa Rosa tiene cinco parroquias urbanas:
- Santa Rosa
- Balneario Jambelí (satélite)
- Jumón (satélite)
- Puerto Jelí
- Nuevo Santa Rosa

## Demografía

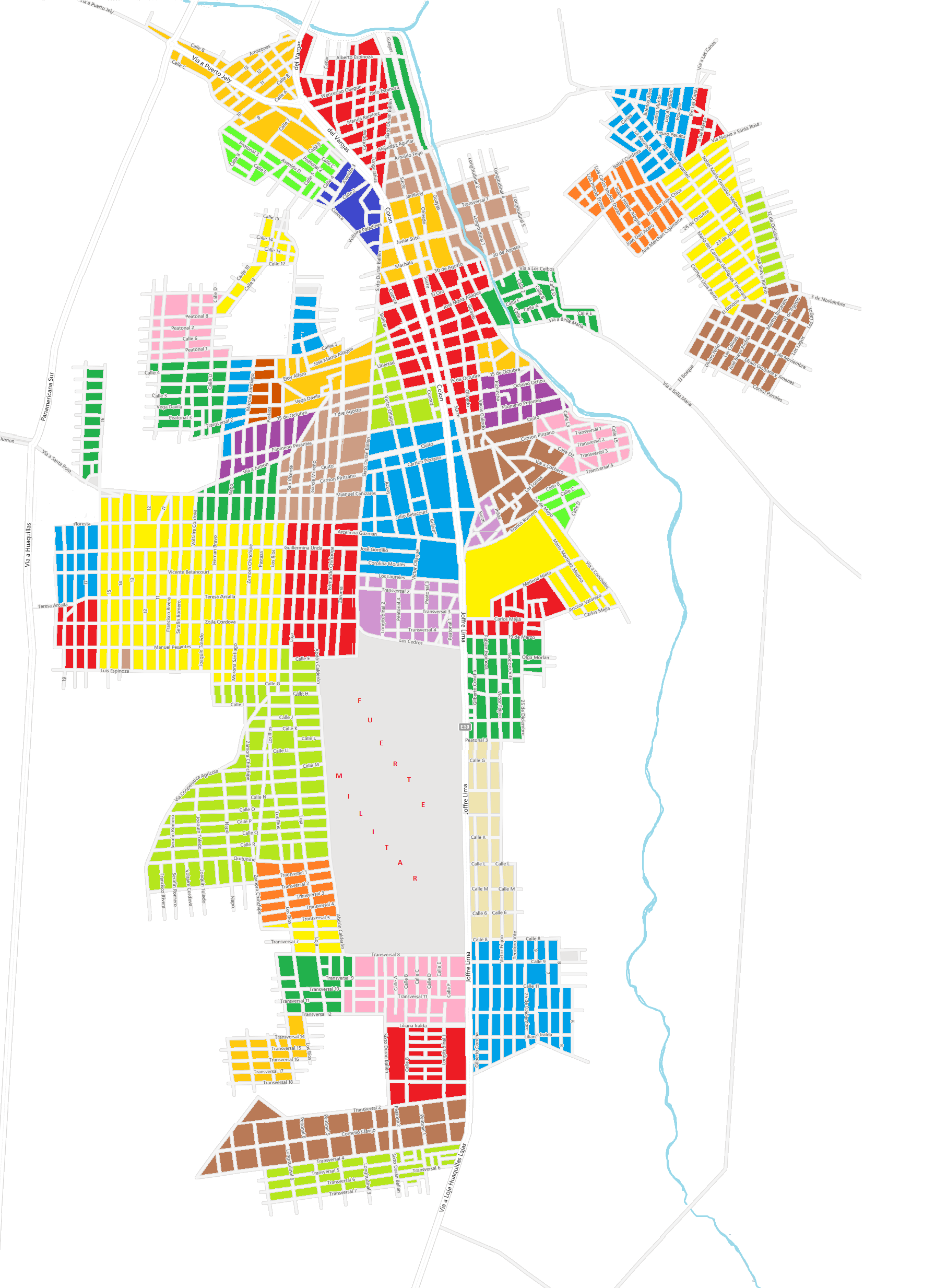
Plano de la ciudad y sus barrios.

En 1990 se registraron 50,852 habitantes, incrementándose a 60,388 en 2001. La población del cantón representa el 0.5% de la población del Ecuador y el 11% de la provincia de El Oro. Según el Instituto Nacional de Estadísticas y Censos, INEC, la población del cantón se incrementa en términos absolutos tanto en el área urbana como rural. 
En términos relativos, la población, aunque crece, lo hace más lentamente. Sin embargo, se observa el crecimiento urbano en desmedro del rural, que es cada vez menor. Aproximadamente ocho de cada diez habitantes viven en Santa Rosa, la cabecera cantonal; en porcentajes menores, le siguen las parroquias rurales de La Victoria y Bellavista. 
A 2001, cinco de cada diez habitantes son mujeres. Hasta el 2014 se calcularon aproximadamente 70.000

## Transporte

### Transporte aéreo
El 21 de diciembre de 2010 se inauguró el Aeropuerto Regional del Sur Ubicado en Santa Rosa, es un aeropuerto de carga y también destinado a turistas para enlazar rutas comerciales hacia el Perú y viceversa. Se anuncian vuelos a nivel nacional entre Santa Rosa y Quito, Guayaquil, Loja y Galápagos. También se ha anunciado vuelos a Piura en el Perú con un valor de tarifa nacional para fomentar el turismo.
La pista comprende una longitud de 2500 metros de largo y 60 metros de ancho, suficiente para que aterricen aviones de gran envergadura. 

### Transporte terrestre
La mayoría de las calles de la ciudad están asfaltadas, especialmente las del norte. Es la primera ciudad de la provincia de El Oro que tiene Terminal Terrestre, denominado Terminal Terrestre Binacional Santa Rosa, el mismo fue puesto en operaciones el 7 de enero de 2016 y en ese año movilizó a más de 3 millones de usuarios a diversos puntos del país. Es binacional por sus rutas dirigidas a Perú.

#### Avenidas importantes
- Cristóbal Colón
- Antonio José de Sucre
- Avenida Manuel J Vargas
- Avenida El Oro
- Eloy Alfaro
- 15 de octubre
- Guayas
- Filomeno Pesantes
- Avenida Quito
- Avenida Sixto Durán Ballén
- Manuela Cañizares
- Avenida Joffre Lima
- Loja
- Los Ríos

En el año 2016 fue inaugurado el terminal terrestre binacional que es manejado por la Emmovtt

## Economía
La producción es sobre todo agrícola, ganadera y camaronera; además explota recursos auríferos, la pesca artesanal y la pequeña industria vinícola. Es pionera en el país y el mundo en la producción de camarón en cautiverio, siendo el Sr. Jorge Kaiser el pionero en esta industria, lo cual se ha instaurado la Feria del Langostino, en el mes de agosto. También destaca la siembra de uvas en diferentes viñedos del cantón, especialmente en el sitio Cabo de Lampa.

## Gastronomía
Se especializa en platos marinos, especialmente de camarón, por haber sido uno de los pueblos pioneros en el cultivo del camarón en cautiverio. El lugar de preferencia para los amantes de este tipo de platos es Puerto Jelí, ubicado a pocos kilómetros de la ciudad. También es célebre el seco de chivo que se prepara en la parroquia Jumón. Es normal ver en la ciudad locales y carretas ambulantes ofreciendo ceviche de pescado con arroz pollo (sea blanco, rojo, o mixto) esto la hace especial ya que es la única ciudad en el país en ofrecer este delicioso plato.

## Fútbol
El Estadio Carlos Nieto Pesántez es un estadio multiusos. Está ubicado en la ciudad de Santa Rosa, provincia de El Oro. Fue inaugurado el 17 de septiembre de 1996. Es usado mayoritariamente para la práctica del fútbol. Allí juega como local el Santa Rosa Fútbol Club, equipo de la ciudad, de la segunda categoría del fútbol ecuatoriano. Tiene capacidad para 5.000 espectadores.